# Civrac-sur-Dordogne
Civrac-sur-Dordogne (okzitanisch: Civrac de Dordonha) ist eine französische Gemeinde mit 211 Einwohnern (Stand: 1. Januar 2022) im Département Gironde in der Region Nouvelle-Aquitaine (vor 2016 Aquitaine); sie gehört zum Arrondissement Libourne und zum Kanton Les Coteaux de Dordogne.

## Geographie
Civrac-sur-Dordogne liegt etwa 46 Kilometer östlich von Bordeaux an der Dordogne, die die Gemeinde im Norden begrenzt. Umgeben wird Civrac-sur-Dordogne von den Nachbargemeinden Saint-Magne-de-Castillon im Norden und Nordosten, Saint-Pey-de-Castets im Süden und Osten, Sainte-Florence im Südwesten sowie Sainte-Terre im Westen und Nordwesten.

## Bevölkerungsentwicklung
| Jahr                       | 1962 | 1968 | 1975 | 1982 | 1990 | 1999 | 2006 | 2018 |
| Einwohner                  | 217  | 182  | 189  | 191  | 206  | 225  | 238  | 223  |
| Quellen: Cassini und INSEE |      |      |      |      |      |      |      |      |

## Sehenswürdigkeiten

Kirche Saint-Michel

- Kirche Saint-Michel